# Trần Thị Thu
Trần Thị Thu (* 15. Januar 1991 in Tư Nghĩa, Quảng Ngãi) ist eine vietnamesische Fußballspielerin.

## Karriere

### Vereine
Auf Klubebene ist sie seit 2007 beim Hồ Chí Minh City I WFC aktiv.

### Nationalmannschaft
Erste Einsätze für die vietnamesische A-Nationalmannschaft bestritt sie spätestens 2022, als sie in ein paar Freundschaftsspielen zum Einsatz kam.
Am 2. Juli 2023 wurde sie für den finalen Kader bei der Weltmeisterschaft 2023 nominiert.